# Оболонь-2 (футбольний клуб, 2014)
«Оболонь-2» — колишній професіональний український футбольний клуб з міста Буча Київської області. Заснований у 2014 році, як фарм-клуб ФК «Оболонь-Бровар». Починаючи з сезону 2019/20 років, виступав у другій лізі України. Був розформований після закінчення сезону 2020/21

## Історія
Клуб був сформований у 2014 році як фарм-клуб київської «Оболоні-Бровар», яка сама за рік до цього була створена на базі розформованої «Оболоні» (восени 2012 року через конфлікт керівників і почесного президента клубу Олександра Слободяна припинилося фінансування команди, що спричинило за собою її банкрутство). Очолив новостворену команду, яка виступала в чемпіонаті Київської області, Валерій Іващенко.
У червні 2019 команда почала готуватися до дебютного сезону у другій лізі чемпіонату України і стала представляти місто Буча Київської області. Створена на базі ФК «Оболонь-Бровар U-19» (яка протягом двох років успішно виступала в юніорському чемпіонаті), а керувати нею довірили Олегу Мазуренку, який у період 2016—2017 років очолював першу команду.

## Статистика виступів
| Сезон   | Ліга      | М       | І  | В | Н | П  | ГЗ | ГП | О  | Кубок України  | Примітка |
| ------- | --------- | ------- | -- | - | - | -- | -- | -- | -- | -------------- | -------- |
| 2019–20 | Друга «А» | 11 з 11 | 20 | 4 | 4 | 12 | 18 | 38 | 16 | не брав участі |          |
| 2020–21 | Друга «А» | 9 з 13  | 24 | 6 | 6 | 12 | 21 | 39 | 24 | не брав участі | Знявся   |